# Шубин, Сергей Анатольевич
Серге́й Анато́льевич Шу́бин (укр. Сергій Анатолійович Шубін; род. 22 февраля 1967, Киев) — советский и украинский футболист, полузащитник и нападающий.

## Карьера
Дебютировал в большом футболе в 1985 году, когда сыграл 2 матча за клуб 2-й лиги киевский СКА.
Следующим клубом Шубина стало запорожское «Торпедо», за которое в 1988 году он провел 34 игры и забил 2 гола.
С 1989 по 1993 год защищал цвета винницкой «Нивы», провёл за это время 145 матчей и забил 41 мяч в первенствах СССР и Украины и чемпионате Украины. Отыграл 9 встреч и забил 2 гола в высшей лиге Украины. Ещё 3 поединка провёл в Кубке Украины.
С 1993 по 1994 год выступал за венгерский «Диошдьёр», в составе которого провёл 24 матча и забил 6 мячей, из них 11 встреч сыграл в высшей лиге Венгрии. С 1994 по 1995 год снова выступал за «Ниву», в 20 матчах чемпионата забил 2 гола, и ещё 2 встречи провёл в Кубке Украины.
В 1995 году сначала сыграл 4 встречи и забил 2 мяча за «Волынь», а затем перешёл в чертковский «Кристалл», в составе которого принял участие в 14 поединках и забил 7 голов в первенстве, и ещё 1 матч провёл в Кубке. С 1996 по 1997 год выступал за сочинскую «Жемчужину», сыграл 10 встреч и забил 1 мяч в Высшей лиге России, и ещё провёл 3 матча и забил 2 гола за «Жемчужину-д» в Третьей лиге.
Сезон 1998 года провёл в «Кубани», в 23 встречах забил 1 мяч. В 1999 году защищал цвета липецкого «Металлурга», в 19 поединках отметился 2 голами. В 2000 году сыграл 2 матча за любительскую команду «Кировец» (Могилёв-Подольский) в турнире ААФУ. С 2001 по 2003 год снова выступал за винницкий клуб, в этот период носивший одноимённое городу название «Винница», принял участие в 67 встречах и забил 20 мячей в первенстве, и ещё провёл 3 поединка и забил 1 гол в Кубке Украины.